# Tunnel nord-sud
 (janvier 2017).
Si vous disposez d'ouvrages ou d'articles de référence ou si vous connaissez des sites web de qualité traitant du thème abordé ici, merci de compléter l'article en donnant les références utiles à sa vérifiabilité et en les liant à la section « Notes et références ».
Le tunnel nord-sud (Nord-Süd Tunnel) est un tunnel ferroviaire de 5,8 km qui traverse le centre-ville de Berlin du nord au sud. Le chemin de fer souterrain est empruntée par la ligne 1, la ligne 2, la ligne 25 et la ligne 26 du S-Bahn de Berlin.
Construit dans les années 1930, le tunnel opérait un raccordement ferroviaire entre trois anciennes gares de grandes lignes de la capitale allemande : la gare de Stettin (renommée depuis gare du Nord), la gare d'Anhalt et la gare de Potsdam et permettait de plus une correspondance est-ouest avec le Stadtbahn à la gare Friedrichstraße. Le tunnel raccorde aujourd'hui les lignes ferroviaires de Berlin-Kremmen, de Berlin-Stralsund et de Berlin–Szczecin au nord aux lignes du Wannsee, à la ligne Berlin-Halle et à la ligne Berlin-Dresde au sud.